# Минус-приём
Минус-приём — литературный приём, состоящий в отсутствии в тексте тех или иных значимых элементов, наличие которых ожидается читателем. Суть минус-приёма — в отталкивании от современной тексту или более ранней литературной традиции. Поэтому, например, свободный стих является минус-приёмом, когда возникает в национальной поэзии на фоне тотального господства силлабо-тоники (как в России вплоть до 1990-х гг.), но не является таковым в англоамериканской поэзии второй половины XX века, в которой он достаточно распространён для того, чтобы читатель не ожидал от текста метра и рифмы. Реже говорят о минус-приёме как о нарушении читательского ожидания, сформированного уже внутри текста: в этом смысле минус-приёмом будет, например, оставленный без рифмы («холостой») стих в рифмованном стихотворении.
Понятие минус-приёма и сам термин введены Ю. М. Лотманом как частная реализация в области поэтики общесемиотического принципа значимого отсутствия (ср., например, нулевая флексия).